# Carlos Berlocq
Carlos Alberto Berlocq  (kaɾlos alˈβeɾto βeɾˈlok; 3 de febrer de 1983) és un tennista professional argentí retirat, amb els malnoms de Charly, Pantera i Warlocq. La seva superfície preferida era la terra batuda, on va aconseguir els seus quatre títols del circuit ATP, dos individuals i dos en dobles. El seu millor rànquing fou la 37a posició, aconseguida l'any 2012.

## Palmarès: 4 (2−2)

### Individual: 3 (2−1)
| Llegenda (pre/post 2009)                                 |
| -------------------------------------------------------- |
| Grand Slams (0−0)                                        |
| Tennis Masters Cup / ATP Finals (0−0)                    |
| ATP Masters Series / ATP World Tour Masters 1000 (0−0)   |
| ATP International Series Gold / ATP World Tour 500 (0−0) |
| ATP International Series / ATP World Tour 250 (2−1)      |

| Títols per superfície |
| --------------------- |
| Dura (0−0)            |
| Gespa (0−0)           |
| Terra batuda (2−1)    |

| Resultat  | Núm. | Data                 | Torneig            | Superfície   | Oponent           | Marcador         |
| --------- | ---- | -------------------- | ------------------ | ------------ | ----------------- | ---------------- |
| Finalista | 1.   | 5 de febrer de 2012  | Viña del Mar, Xile | Terra batuda | Juan Mónaco       | 3−6, 7−6(1), 1−6 |
| Guanyador | 1.   | 14 de juliol de 2013 | Bastad, Suècia     | Terra batuda | Fernando Verdasco | 7−5, 6−1         |
| Guanyador | 2.   | 4 de maig de 2014    | Oeiras, Portugal   | Terra batuda | Tomáš Berdych     | 0−6, 7−5, 6−1    |

### Dobles: 7 (2−5)
| Llegenda (pre/post 2009)                                 |
| -------------------------------------------------------- |
| Grand Slams (0−0)                                        |
| Tennis Masters Cup / ATP Finals (0−0)                    |
| ATP Masters Series / ATP World Tour Masters 1000 (0−0)   |
| ATP International Series Gold / ATP World Tour 500 (0−1) |
| ATP International Series / ATP World Tour 250 (2−4)      |

| Títols per superfície |
| --------------------- |
| Dura (0−2)            |
| Gespa (0−0)           |
| Terra batuda (2−3)    |

| Resultat  | Núm. | Data                 | Torneig             | Superfície   | Parella              | Oponents                           | Marcador          |
| --------- | ---- | -------------------- | ------------------- | ------------ | -------------------- | ---------------------------------- | ----------------- |
| Finalista | 1.   | 20 de juliol de 2008 | Umag, Croàcia       | Terra batuda | Fabio Fognini        | Michal Mertiňák Petr Pála          | 6−2, 3−6, [5−10]  |
| Guanyador | 1.   | 18 de juliol de 2010 | Stuttgart, Alemanya | Terra batuda | Eduardo Schwank      | Christopher Kas Philipp Petzschner | 7−6(5), 7−6(6)    |
| Finalista | 2.   | 23 d'octubre de 2011 | Moscou, Rússia      | Dura (i)     | David Marrero        | František Čermák Filip Polášek     | 3−6, 1−6          |
| Finalista | 3.   | 5 de febrer de 2012  | Viña del Mar, Xile  | Terra batuda | Pablo Andújar        | Frederico Gil Daniel Gimeno Traver | 6−1, 5−7, [10−12] |
| Finalista | 4.   | 7 d'octubre de 2012  | Pequín, Xina        | Dura         | Denis Istomin        | Bob Bryan Mike Bryan               | 3−6, 2−6          |
| Finalista | 5.   | 14 de juliol de 2013 | Bastad, Suècia      | Terra batuda | Albert Ramos Viñolas | Nicholas Monroe Simon Stadler      | 2−6, 6−3, [3−10]  |
| Guanyador | 2.   | 8 d'agost de 2015    | Kitzbühel, Àustria  | Terra batuda | Nicolás Almagro      | Robin Haase Henri Kontinen         | 5−7, 6−3, [11−9]  |

## Trajectòria

### Individual
| Open d'Austràlia | 1R   | A     | 1R   | A           | A           | 1R          | 2R    | 2R          | 1R          | 1R          | A   | 1R          | A           | A           | 0 / 8     | 3 – 8     |
| Roland Garros | 1R   | 2R    | 1R   | A           | Q3          | 2R          | 1R    | 1R          | 2R          | 2R          | 2R  | 1R          | Q2          | A           | 0 / 10    | 5 – 10    |
| Wimbledon | 1R   | 1R    | 1R   | A           | A           | 1R          | 1R    | 1R          | 1R          | A           | A   | 1R          | A           | A           | 0 / 8     | 0 – 8     |
| US Open | A    | 1R    | A    | A           | 1R          | 2R          | 1R    | 2R          | 1R          | A           | 1R  | 1R          | 1R          | A           | 0 / 9     | 2 – 9     |
| Jocs Olímpics | NC   | NC    | A    | No celebrat | No celebrat | No celebrat | 1R    | No celebrat | No celebrat | No celebrat | A   | No celebrat | No celebrat | No celebrat | 0 / 1     | 0 – 1     |
| Victòries–Derrotes | 5−17 | 11−15 | 3−16 | 0−0         | 3−3         | 14−23       | 25−31 | 28−25       | 19−18       | 8−10        | 4−6 | 13−20       | 1−5         | 0−3         | 134 – 193 | 134 – 193 |
| Rànquing a final d'any | 132  | 85    | 157  | 255         | 66          | 60          | 66    | 41          | 72          | 111         | 95  | 112         | 139         | 507         |           |           |
| Llegenda: G: Guanyador; F: Finalista; SF: Semifinalista; QF: Quarts de final; Q: Qualificació; A: Absent; RR: Round Robin; |      |       |      |             |             |             |       |             |             |             |     |             |             |             |           |           |

### Dobles
| Open d'Austràlia | 1R   | A   | 1R   | A   | A   | 1R    | 2R    | 2R   | 1R   | 1R   | A   | A   | A   | 0 / 7    | 3 – 7    |
| Roland Garros | A    | 3R  | 1R   | A   | A   | 2R    | 2R    | 1R   | 1R   | 3R   | A   | 1R  | A   | 0 / 8    | 6 – 8    |
| Wimbledon | A    | A   | 2R   | A   | A   | 1R    | 1R    | A    | 1R   | A    | A   | 1R  | A   | 0 / 5    | 1 – 5    |
| US Open | A    | A   | A    | A   | A   | 1R    | 2R    | 1R   | QF   | A    | 1R  | 1R  | A   | 0 / 6    | 4 – 6    |
| Victòries–Derrotes | 3−12 | 7−7 | 7−10 | 0−0 | 4−1 | 12−18 | 15−24 | 9−13 | 4−10 | 14−8 | 2−6 | 5−8 | 1−2 | 83 – 120 | 83 – 120 |
| Rànquing a final d'any | 214  | 92  | 123  | 441 | 80  | 71    | 84    | 169  | 170  | 79   | 575 | 310 | 326 |          |          |
| Llegenda: G: Guanyador; F: Finalista; SF: Semifinalista; QF: Quarts de final; Q: Qualificació; A: Absent; RR: Round Robin; |      |     |      |     |     |       |       |      |      |      |     |     |     |          |          |